# 1914 v loďstvech
Tento článek obsahuje významné události v oblasti loďstev v roce 1914.

## Lodě vstoupivší do služby
- 28. února –  HMAS AE1 – ponorka třídy E

- květen –  Clas Fleming – minonoska

- 14. května –  Giulio Cesare – dreadnought třídy Conte di Cavour

- 17. května –  Leonardo da Vinci – dreadnought třídy Conte di Cavour

- 8. července –  SMS Prinz Eugen – bitevní loď třídy Tegetthoff

- 30. července –  SMS Großer Kurfürst – dreadnought třídy König

- srpen –  France – bitevní loď třídy Courbet

- 1. srpna –  Paris – bitevní loď třídy Courbet

- 1. srpna –  SMS Saida – lehký křižník třídy Novara

- 5. srpna –  HMCS CC-1 a HMCS CC-2 – ponorka třídy CC

- 7. srpna –  HMS Agincourt – bitevní loď

- 29. srpna –  SMS Helgoland – lehký křižník třídy Novara

- září –  SMS Warasdiner – torpédoborec

- 3. října –  HMS Tiger – bitevní křižník

- 8. listopadu –  SM Torpedoboot 80T – torpédovka třídy 74T

- 10. listopadu –  HMS Emperor of India – bitevní loď třídy Iron Duke

- 17. listopadu –  Sevastopol – bitevní loď třídy Gangut

- 1. prosince –  HMS Queen Elizabeth – bitevní loď třídy Queen Elizabeth

- 10. prosince –  ARA Rivadavia – bitevní loď stejnojmenné třídy

- 30. prosince –  Poltava – bitevní loď třídy Gangut

## Lodě vystoupivší ze služby
- 26. srpna –  SMS Magdeburg – lehký křižník stejnojmenné třídy – vyhozen do povětří vlastní posádkou poté, co uvízl na útesech u nepřátelského pobřeží

- 14. září –  HMAS AE1 – ponorka třídy E – beze stopy zmizela, vrak nalezený 2017 poblíž ostrova vévody z Yorku

- 4. listopadu –  SMS Yorck – pancéřový křižník třídy Roon – potopen na vlastních minách